# Andorra op de Olympische Winterspelen 1984
Tijdens de Olympische Winterspelen van 1984, die in Sarajevo (Joegoslavië) werden gehouden, nam Andorra voor de derde keer deel.

## Deelnemers en resultaten

### Alpineskiën
| Olympiër       | Discipline       | Resultaat | Prestatie        |
| -------------- | ---------------- | --------- | ---------------- |
| Albert Llovera | afdaling (m)     | 48e       | 1.57,88 (+12,29) |
| Albert Llovera | reuzenslalom (m) | DNF-1     | run 1: opgave    |
| Albert Llovera | slalom (m)       | DNF-1     | run 1: opgave    |
| Jordi Torres   | afdaling (m)     | 50e       | 1.59,06 (+13,47) |
| Jordi Torres   | reuzenslalom (m) | DNF-1     | run 1: opgave    |
| Jordi Torres   | slalom (m)       | DNF-1     | run 1: opgave    |

Andorra · Argentinië · Australië · België · Bolivia · Bondsrepubliek Duitsland · Britse Maagdeneilanden · Bulgarije · Canada · Chili · China · Chinees Taipei · Costa Rica · Cyprus · Duitse Democratische Republiek · Egypte · Finland · Frankrijk · Griekenland · Groot-Brittannië · Hongarije · IJsland · Italië · Japan · Joegoslavië · Libanon · Liechtenstein · Marokko · Mexico · Monaco · Mongolië · Nederland · Nieuw-Zeeland · Noord-Korea · Noorwegen · Oostenrijk · Polen · Puerto Rico · Roemenië · San Marino · Senegal · Sovjet-Unie · Spanje · Tsjecho-Slowakije · Turkije · Verenigde Staten · Zuid-Korea · Zweden · Zwitserland